# Albuca sudanica
Albuca sudanica là một loài thực vật có hoa trong họ Măng tây. Loài này được A.Chev. mô tả khoa học đầu tiên năm 1908.